# 波斑穴䳍
波斑穴䳍（学名：Crypturellus undulatus）是䳍科穴䳍屬的一种鸟类。

## 特征
波斑穴䳍体重约564.42克，翼长约172.5毫米，嘴峰长约34毫米，喙宽度约6毫米，喙厚度约5.8毫米，跗蹠长约48毫米，尾长约56.6毫米。波斑穴䳍在其分布区内为留鸟，其栖息在密集的高大的树木组成的森林中。食性为草食性。

## 亚种
- ：分布于委内瑞拉南部（亚马逊州文图里河上游）。
- ：分布于圭亚那西南部和巴西的邻近地区。
- ：分布于哥伦比亚东南部至厄瓜多尔东部、秘鲁东部和巴西西北部。
- ：分布于巴西东部（马拉尼昂州南部至马托格罗索州）。
- ：分布于巴西亚马逊河以南（马德拉河至塔帕约斯河）。
- ：分布于秘鲁东南部至阿根廷北部。[4]